# Стоянов, Йоан
Йоан Стоянов (болг. Йоан Стоянов, ивр. יואן סטויאנוב‎; 22 мая 2001, Пловдив) — болгарский футболист, полузащитник израильского клуба «Секция Нес-Циона» и сборной Болгарии.

## Биография

### Клубная карьера
Родился в болгарском городе Пловдив, но вырос в израильской Герцлии, куда переехал в раннем возрасте. Профессиональную карьеру начал в местном «Хапоэле», за который сыграл один матч в сезоне 2019/20 в третьей лиге. В 2020 году перешёл в клуб высшей лиги «Хапоэль» Кфар-Сава, где в дебютный сезон сыграл 14 матчей, но вылетел с командой в лигу Леумит, в которой отыграл весь сезон 2021/22. Летом 2022 года подписал контракт с «Хапоэль» Беэр-Шева, но уже в сентябре был отдан в аренду в другой клуб высшей лиги «Секция Нес-Циона».

### Карьера в сборной
В 2021-22 годах сыграл 6 матчей за молодёжную сборную Болгарии в рамках отборочного турнира молодёжного чемпионата Европы 2023. В сентябре 2022 года дебютировал за основную сборную Болгарии, сыграв в двух матчах Лиги наций УЕФА против Гибралтара и Северной Македонии.

## Достижения
«Хапоэль» Беэр-Шева
- Обладатель Суперкубка Израиля: 2022